# Dectinomima jenningsi
Dectinomima jenningsi är en insektsart som beskrevs av Andrew Nelson Caudell 1910. Dectinomima jenningsi ingår i släktet Dectinomima och familjen vårtbitare. Inga underarter finns listade i Catalogue of Life.